# Bay (Familienname)
Bay ist ein deutscher und englischer Familienname.

## Namensträger
- Adam Bay (* 1984), deutscher Schauspieler
- Adolf Bay (1921–2018), deutscher Feuilletonist und Schriftsteller
- Anita Bay Bundegaard (* 1963), dänische Politikerin und Journalistin
- Béla Bay (1907–1999), ungarischer Fechter
- Billy Bay (* 1945), US-amerikanischer Gitarrist, Autor und Verleger
- Cameron Bay (Pornodarstellerin) (* 1984), US-amerikanische Pornodarstellerin
- Carl Bay (1927–2014), deutscher Sänger
- Carl Bay (Schwimmer), fidschianischer Schwimmer
- Carlo Antonio Bay (um 1678–1740), italienisch-polnischer Architekt
- Caroline Adam Bay (* 1994), deutsche Theater und Filmschauspielerin
- David Ludwig Bay (1749–1832), Schweizer Politiker
- Eberhard Bay (1908–1989), deutscher Mediziner
- Edvard Bay (1867–1932), dänischer Zoologe und Geologe
- Elsie Bay (* 1996), norwegische Sängerin und Songwriterin
- Eva Bay (* 1983), deutsche Schauspielerin
- Frances Bay (1919–2011), kanadische Schauspielerin
- Francis Bay (1914–2005), belgischer Dirigent
- Friedrich Bay (1940–2023), deutscher Biologe und Hochschullehrer
- Gry Bay (* 1974), dänische Schauspielerin und Sängerin
- Gustav Bay (1866–1931), Schweizer Politiker
- Hanni Bay (1885–1978), Schweizer Malerin
- Hans Bay (1913–2009), deutscher Politiker (GVP, SPD, Die Linke)
- Henry Bay, Künstlername von Enrico Bomba (*  1922), italienischer Filmproduzent und -regisseur
- Hermann Bay (1901–1985), deutscher Bauingenieur
- Howard Bay (Bühnenbildner) (1912–1986), US-amerikanischer Bühnenbildner
- James Bay (Sänger) (* 1990), englischer Singer-Songwriter
- Jason Bay (* 1978), kanadischer Baseballspieler
- Jeppe Bay (* 1997), dänischer Badmintonspieler
- John Bay (1928–1982), US-amerikanischer Schauspieler
- Knud Bay (1879–1975), dänischer Ruderer
- Lauren Bay-Regula (* 1981), kanadische Softballspielerin
- Michael Bay (* 1955), deutscher Schriftsteller, siehe Leenders Bay Leenders
- Michael Bay (* 1965), US-amerikanischer Regisseur und Produzent
- Nicolas Bay (* 1977), französischer Politiker
- Paul Bay (1891–1952), Schweizer Architekt und Bildhauer
- Peter Bay (* 1957), US-amerikanischer Dirigent
- Roland Bay (Anthropologe) (1909–1989), schweizerisch-deutscher Anthropologe und Kieferorthopäde
- Rudolph Bay (1791–1856), dänischer Komponist
- Susanne Bay (* 1965), deutsche Politikerin (Bündnis 90/Die Grünen), MdL, Regierungspräsidentin
- Taco Bay (1933–2011), deutscher Priester und Anthroposoph
- Tina Bay (* 1973), norwegische Skilangläuferin
- Valentin Bay (* 1988), Schweizer Handballspieler
- William Van Ness Bay (1818–1894), US-amerikanischer Politiker
- Zoltán Bay (1900–1992), ungarischer Physiker